# Nick Holonyak Jr.
Nick Holonyak Jr. (ur. 3 listopada 1928 w Zeigler, Illinois, zm. 18 września 2022 w Urbana) – amerykański inżynier. Wynalazca diody elektroluminescencyjnej (LED).

## Życiorys
Był synem rusińskich imigrantów. Jego rodzice byli pracownikami fizycznymi, a Nick został pierwszym członkiem rodziny, który otrzymał formalne wykształcenie.
Większość życia związał z Uniwersytetem Illinois w Urbana-Champaign, tam zdobywał kolejne tytuły akademickie: licencjat (1950), magisterium (1951) i doktorat (1954) z elektrotechniki. Holonyak był pierwszym absolwentem-doktorantem wynalazcy tranzystora, Johna Bardeena. Od 1954 pracował w Bell Telephone Laboratories, gdzie pracował nad urządzeniami elektronicznymi na bazie krzemu. W latach 1955–1957 służył w US Army Signal Corps. W latach 1957–1963 pracował naukowo w Advanced Semiconductor Laboratory firmy General Electric Company w Syracuse, gdzie 9 października 1962 zademonstrował diodę LED.
Od 1963 był profesorem na Uniwersytecie Illinois. W 1993 został mianowany profesorem katedry inżynierii elektrycznej i komputerowej oraz fizyki John Bardeen Endowed na Uniwersytecie Illinois w Urbana-Champaign. W 2013 przeszedł na emeryturę.

## Wyróżnienia
- 1989: Medal Edisona IEEE „za wybitną karierę w naukach elektrycznych z wkładem w główne zagadnienia materiałów i elementów półprzewodnikowych”[3]
- 1992: Charles Hard Townes Award od The Optical Society
- 1993: NAS Award for the Industrial Application of Science
- 1995: Nagroda Japońska za „wybitny wkład w badania i praktyczne zastosowania diod elektroluminescencyjnych i laserów”
- 2001: Frederic Ives Medal od The Optical Society
- 2003: IEEE Medal of Honor
- 2005: Order Lincolna (najwyższe odznaczenie stanu Illinois w dziedzinie nauki)
- 2008: Wprowadzony do National Inventors Hall of Fame
- 2015: Charles Stark Draper Prize za „wynalezienie, rozwój i komercjalizację materiałów i procesów dla diod elektroluminescencyjnych (LED)”
- 2021: Nagroda Królowej Elżbiety w dziedzinie inżynierii „za stworzenie i rozwój oświetlenia LED, które stanowi podstawę całej technologii oświetlenia półprzewodnikowego”.